# Zaklinacz deszczu (film 1997)
Zaklinacz deszczu (oryg. The Rainmaker) – amerykański film z 1997 roku w reżyserii Francisa Forda Coppoli, zrealizowany na podstawie powieści Johna Grishama.

## Obsada
- Matt Damon – Rudy Baylor
- Danny DeVito – Deck Schifflet
- Danny Glover – Sędzia Tyrone Kipler
- Jon Voight – Leo Drummond
- Claire Danes – Kelly Riker
- Mickey Rourke – Bruiser Stone
- Virginia Madsen – Jackie Lemanczyk
- Randy Travis – Billy Porter
- Roy Scheider – Wilfred Keeley
- Johnny Whitworth – Donny Ray Black
- Red West – Buddy Black
- Dean Stockwell – Sędzia Harvey Hale
- Teresa Wright − Colleen 'Panna Birdie' Birdsong
- Mary Kay Place – Dot Black

## Nagrody i wyróżnienia
- Złote Globy 1997
  - Jon Voight - najlepszy aktor drugoplanowy (nominacja)